# Hydrangea kwangtungensis
Hydrangea kwangtungensis är en hortensiaväxtart som beskrevs av Elmer Drew Merrill. Hydrangea kwangtungensis ingår i släktet hortensior, och familjen hortensiaväxter. Inga underarter finns listade i Catalogue of Life.